# 간의대
간의대(簡儀臺)는 조선시대의 천문대이다. 천체 관측기구인 간의(簡儀)를 올려 놓았다고 하여 간의대(簡儀臺)라고 한다.

## 개요
조선은 고려의 제도를 계승하여 왕립(王立) 중앙천문기상대로서 서운관(書雲觀)을 두었고 그 관측시설로 간의대를 설립하였다. 조선 초기에는 서운관이 경복궁과 북부 광화방(廣化坊)의 두 곳에 있었다.
세종 14년(1432년)부터 만들기 시작한 대규모의 천문의상(天文儀象)들을 설치하기 위해서 세종 15년(1433년)에는 경복궁 경회루(慶會樓) 북쪽에 높이 31척(약 6.3m), 길이 47척(약 9.7m), 깊이 32척(약 6.6m)의 석조 노대(石造露臺)를 쌓고 석난간(石欄干)을 둘러 간의대를 설립하였는데, 대간의(大簡儀)를 설치하여 시험관측을 거쳐 세종 16년(1434년)에 준공되었다.
대간의대에는 혼천의(渾天儀), 혼상(渾象), 규표(圭表)와 방위지정표인 정방안(正方案) 등이 부설되었고, 대(臺)의 서쪽에는 동표(銅表)의 높이 40척(약 8m 24cm)의 거대한 규표가 세워졌다. 청석(靑石)으로 된 규면(圭面)에는 장(丈), 촌(寸), 분(分)의 눈금을 새겨 일중(日中)에서의 동표(銅表)의 그림자 길이를 측정하여 24절기를 확정하였다.
이 천문대는 원(元)의 곽수경(郭守敬)이 세운 거대한 관성대(觀星臺) 이후 동양에서 가장 큰 규모를 갖춘 것이었고, 세종 20년(1438년) 봄부터는 매일밤 5명씩의 서운관 관리가 입직(入直)하여 계속적인 관측에 임하게 되었다. 간의대는 세종대에 창설된 이후 여러번 개수(改修)되면서 조선의 왕립 중앙천문대로서 동양 최대 규모와 최고 수준의 시설을 갖추었고 그것은 외국 사신들에게도 공개하지 않았다.
이렇게 한국 천문학사상 가장 훌륭한 시설을 자랑하던 대간의대는 임진왜란에 의하여 완전히 파괴된 채 다시는 복구되지 못하고 말았다.

## 같이 보기
- 조선의 과학과 기술
- 관상감관천대